# Paul Simon (альбом)
Paul Simon — второй студийный альбом американского фолк-певца и музыканта Пола Саймона, изданный 24 января 1972 года на лейбле Columbia Records. В 1986 году был сертифицирован в платиновом статусе.

## История
Диск достиг первого места в чарте Великобритании и позиции № 4 в американском хит-параде Billboard Top LPs & Tape, получил положительные отзывы музыкальной критики и интернет-изданий, например, AllMusic, Роберт Кристгау, Rolling Stone.
Критики издания Stereo Review назвали диск в числе лучших альбомов года.
Альбом включён в список 500 величайших альбомов всех времён по версии журнала Rolling Stone (№ 268).

## Список композиций
Автор всех песен сам Пол Саймон, кроме «Hobo’s Blues», где соавтор французский джазовый скрипач Стефан Граппелли.
Первая сторона
1. «Mother and Child Reunion» — 3:05
2. «Duncan» — 4:39
3. «Everything Put Together Falls Apart» — 1:59
4. «Run That Body Down» — 3:52
5. «Armistice Day» — 3:55

Вторая сторона
1. «Me and Julio Down by the Schoolyard» — 2:42
2. «Peace Like a River» — 3:20
3. «Papa Hobo» — 2:34
4. «Hobo’s Blues» — 1:21
5. «Paranoia Blues» — 2:54
6. «Congratulations» — 3:42

Бонусные треки № 11-13 вышли на ремастинговом переиздании в 2004 году
1. «Me and Julio Down by the Schoolyard» (Demo — San Francisco 2/71) — 2:29
2. «Duncan» (Demo — San Francisco 2/71)" — 2:48
3. «Paranoia Blues» (Unreleased Version) — 3:14

## Позиции в хит-парадах
| Хит-парад (1973)                          | Лучший результат |
| ----------------------------------------- | ---------------- |
| Australian Kent Music Report Albums Chart | 5                |
| Canadian RPM Albums Chart                 | 2                |
| Dutch Mega Albums Chart                   | 2                |
| Finnish Albums Chart                      | 1                |
| Italian Albums Chart                      | 20               |
| Japanese Oricon LPs Chart                 | 1                |
| Norwegian VG-lista Albums Chart           | 1                |
| Spanish Albums Chart                      | 3                |
| Swedish Albums Chart                      | 1                |
| UK Albums Chart                           | 1                |
| United States Billboard Pop Albums        | 4                |
| West German Media Control Albums Chart    | 37               |

## Сертификации
| Регион                                                      | Сертификация | Продажи    |
| ----------------------------------------------------------- | ------------ | ---------- |
| США (RIAA)                                                  | Платиновый   | 1 000 000^ |
| ^ Данные о тиражах приведены только на основе сертификации. |              |            |